# Libertystijl in Milaan
Het leek wel of met name de industriële bourgeoisie […] met deze nieuwe stijl een eigen traditie wilde creëren en in gezamenlijkheid de rijkdom wilde etaleren, zonder te vervallen in plat vertoon

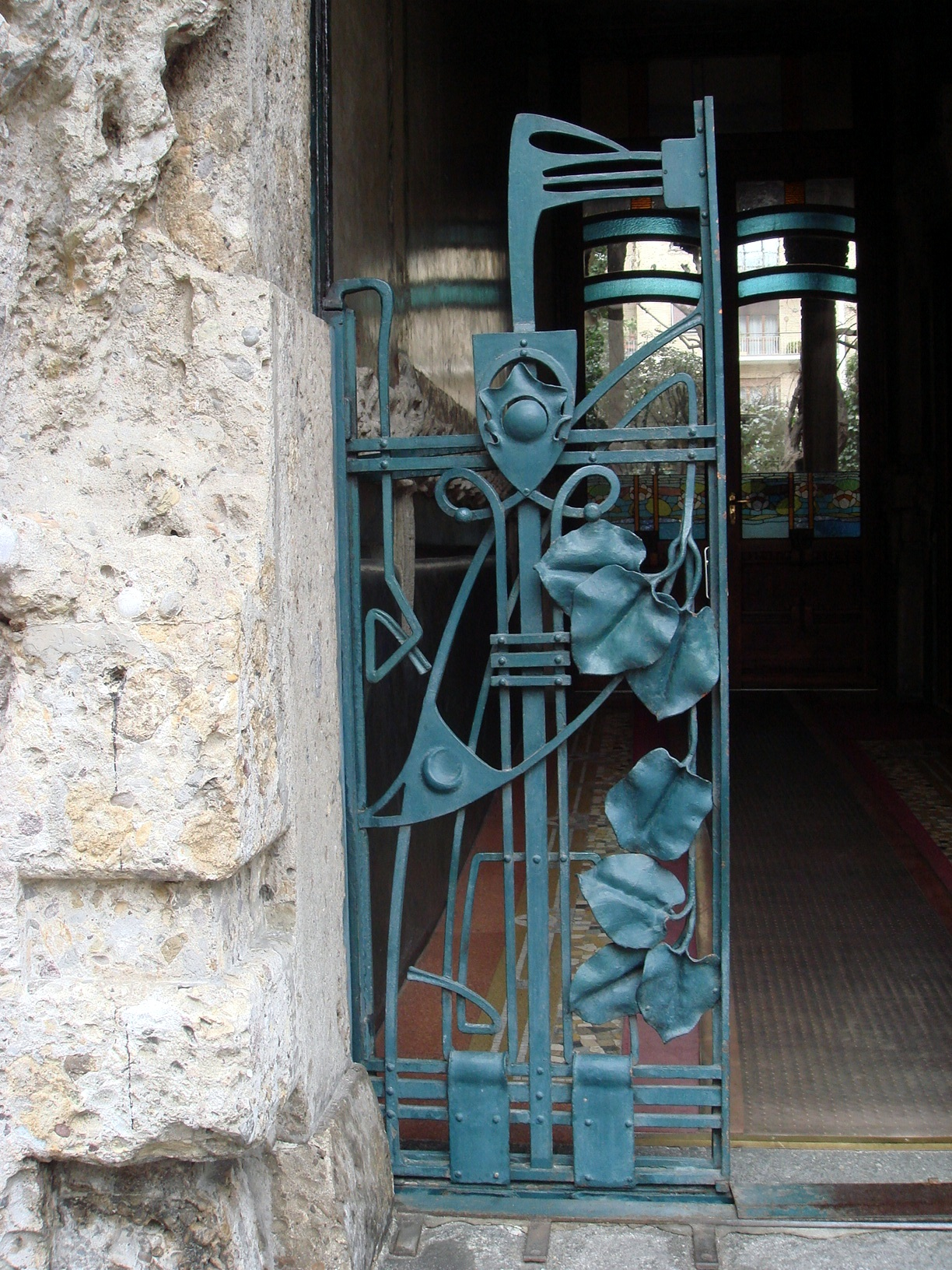
Poort van Casa Campanini (1904)

Met Liberty wordt de stijl aangeduid die in de stad Milaan steeds populairder werd tussen het begin van de twintigste eeuw en het uitbreken van de Eerste Wereldoorlog. De Libertystijl (in het Italiaans stile Liberty) kon zich in de hoofdstad van Lombardije zo snel ontwikkelen dankzij de zeer ambitieuze industriële bourgeoisie in die tijd. Liberty werd beïnvloed door de florale Franse art nouveau, de Duitse jugendstil en het eclecticisme.

## Historische achtergrond en kenmerken
Toen in 1881, twintig jaar na de eenwording van Italië, de Nationale Tentoonstelling in Milaan werd gehouden, was de stad al hard op weg om het industriële centrum van Italië te worden. In de stad was een nieuwe burgerklasse in opkomst die betrokken was bij de industrie en handel en die bestond uit voormannen, grondeigenaren en ondernemers. In slechts tientallen jaren zou deze klasse de oude stedelijke adel in rijkdom en aanzien evenaren.
Aan het begin van de twintigste eeuw had deze nieuwe burgerklasse de leiding genomen over het sociale en economische leven in de stad. De Libertystijl was een noviteit die uit Frankrijk was komen overwaaien en in Italië in 1902 was geïntroduceerd in Palermo (eind negentiende eeuw) en tijdens de internationale kunsttentoonstelling in Turijn. De nieuwe burgerklasse vond in de Libertystijl een eigen statussymbool: een kans om de macht te tonen en om zich tegelijkertijd te onderscheiden van de adellijke klasse met haar neoklassieke en barokke woningen. Deze bijna exclusieve band tussen de nieuwe heersende klasse en de nieuwe bouwstijl wordt nog duidelijker als je in aanmerking neemt dat de nieuwe burgerklasse moderne woningen ging bouwen volgens de voorschriften van de Libertystijl, terwijl de meer traditionele en behoudende bouwopdrachten van de oude financiële en kerkelijke wereld werden uitgevoerd in de inmiddels niet meer zo geliefde en meer conservatieve eclectische stijl die in de negentiende eeuw zo populair was. Duidelijke voorbeelden hiervan zijn de bancaire gebouwen in de buurt van piazza Cordusio.
De Wereldtentoonstelling in Milaan in 1906 was de laatste aanzet tot de ontwikkeling van de Libertystijl. Ter gelegenheid van deze tentoonstelling werden tientallen paviljoenen en openbare gebouwen opgetrokken in Libertystijl, waarna deze stijl definitief de heersende artistieke stijl in de stad werd. Hoewel de werken in Libertystijl in Milaan erg van elkaar verschillen, hebben ze ook een aantal zaken met elkaar gemeen. Een steeds terugkerend element is de decoratie van de gebouwen in smeedijzer of met decoratief cement, met bloemen- of dierenthema's. Bij de constructie valt het gebruik van gewapend beton op. Andere gemeenschappelijke elementen zijn de schilderingen, vaak met gebruikmaking van keramische tegels, die op de wanden van de gebouwen zijn aangebracht, en het gebruik van kariatiden en hermen die overgenomen zijn van de adellijke paleizen in Milaan. Hoewel er zeer veel voorbeelden zijn van toegepaste kunst in Libertystijl in de stad werden, enkele uitzonderingen daargelaten, de architectuur en decoraties binnenshuis niet aangepast aan de Libertystijl. De binnenhuisarchitectuur bleef gedomineerd door laat-eclectische stijlkenmerken.
Nadat de Libertystijl in Milaan een hoogtepunt had bereikt in 1906, waren de eerste vermengingen met de eclectische architectuur te zien en deze werden steeds frequenter tot aan de Eerste Wereldoorlog. Hierna kwam de Libertystijl alleen nog beperkt voor bij kleinere gebouwen, terwijl de industriële bourgeoisie spontaan overging op de art deco.

## Particuliere bouwprojecten

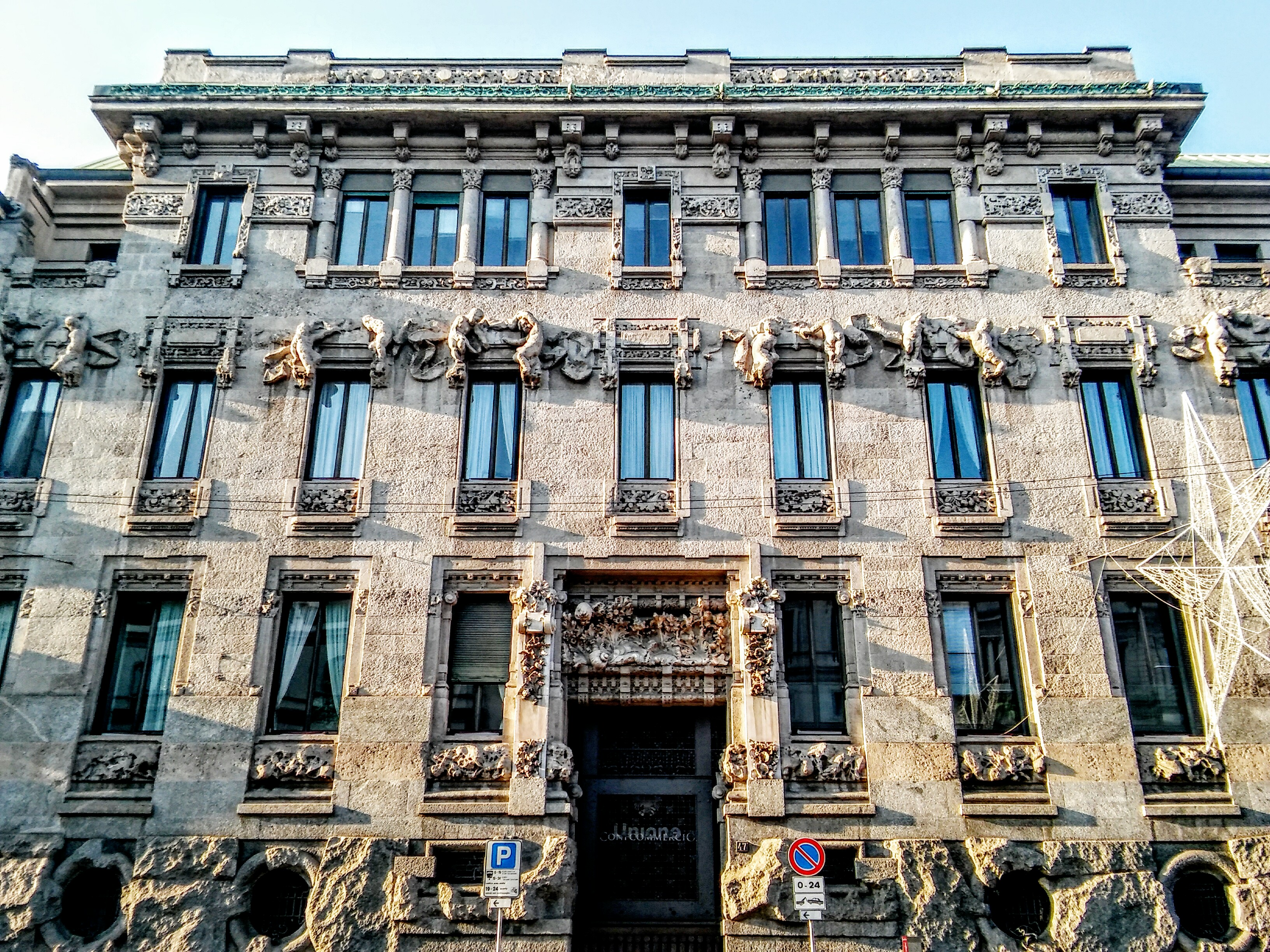
Palazzo Castiglioni

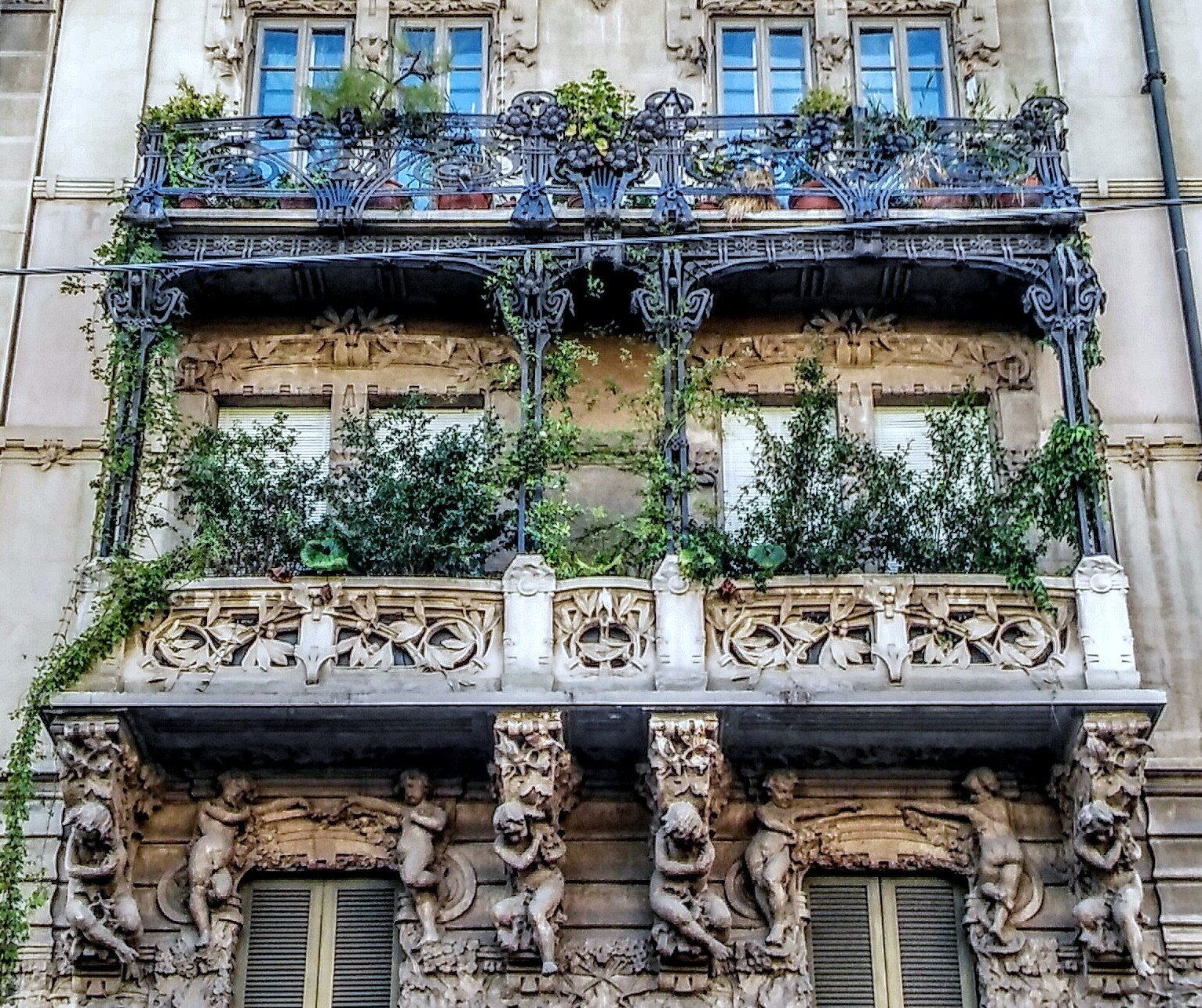
Casa Guazzoni

De Libertyperiode in Milaan werd ingeleid met het in 1903 voltooide palazzo Castiglioni. Ontwerper was Giuseppe Sommaruga, een architect die later een van de belangrijkste vertolkers van het modernisme in Italië zou worden. Het gebouw is gedecoreerd met cementen beelden met bloementhema's en met smeedijzeren composities die kenmerkend waren voor de nieuwe stijl. Anders dan bij de klassieke art nouveau zijn hier monumentale vormen toegepast en is gebruik gemaakt van klassieke elementen, zoals de putti die zijn overgenomen van de nabijgelegen adellijke neoklassieke paleizen. Palazzo Castiglioni wordt als een van de beste voorbeelden van de Italiaanse Libertystijl gezien en staat in een van de meest elegante en vooraanstaande lanen van Milaan. Het palazzo benadrukt nog eens heel duidelijk de status van de nieuwe burgerklasse en het is een van de eerste gebouwen waarbij cement is gebruikt voor het maken van de sculpturen. Dat er was gebroken met de oude heersende klasse blijkt nog duidelijker doordat er bij de ingang twee beelden van naakte vrouwen waren geplaatst, in een houding die in die tijd zeker als uitdagend kon worden beschouwd. Deze beelden veroorzaakten een dermate groot schandaal dat het palazzo van de inwoners van Milaan de bijnaam la ca’ di ciapp (‘het huis met de billen’ verwijzend naar het naakte achterwerk van de afgebeelde vrouwen) kreeg. De architect werd gedwongen de beelden weg te halen en ze te verplaatsen naar villa Faccanoni, die destijds in een buitenwijk lag. Deze villa, eveneens ontworpen door Sommaruga, is een uitstekend voorbeeld van de Libertystijl en heeft net als palazzo Castiglioni putti en zuilvormige ramen op de hoogste verdieping.
Een andere toonaangevende vertolker van de Libertystijl was Giovanni Battista Bossi. Zijn beroemdste werk is casa Galimberti. De voorgevel van het gebouw is overvloedig gedecoreerd met keramische tegels waarop mensen en planten zijn afgebeeld in contrasterende kleuren. Noemenswaardig zijn ook de gedecoreerde cementen balkons en de balkonnetjes met smeedijzeren baldakijnen. Enkele meters verderop staat het eveneens door Bossi ontworpen casa Guazzoni. Hoewel ook hier de typische florale stijl is behouden, is de voorgevel rijk gedecoreerd met sculpturen van putti, vrouwen en planten, eveneens uitgevoerd in beton en smeedijzer, en heeft het overhangende balkons. Dezelfde architect heeft ten slotte casa Alessio ontworpen, in een stijl die meer lijkt op de Weense sezessionstil, met strakke geometrische lijnen en de verticale band bij de ingang.
Casa Campanini is een zeldzaam voorbeeld van een gebouw dat niet voor een ander is ontworpen; architect en aannemer Alfredo Campanini bouwde het in 1904 om er zelf in te gaan wonen. Het ontwerp van de voorgevel lijkt op het eerste gezicht erg op het werk van Sommaruga, met name door het gebruik van vrouwelijke beelden bij de ingang, wat een duidelijk eerbetoon is aan de entree van het palazzo Castiglioni. De klassieke houten poort van de ingang is hier vervangen door een smeedijzeren hekwerk met plantenmotieven van de hand van Alessandro Mazzucotelli, die ook de andere smeedijzeren decoraties heeft gemaakt. Samen met de fresco's en de gekleurde ramen aan de binnenzijde van de woning ademen deze de kenmerkende Libertystijl zonder enig spoor van de eclectische stijl. Dit was niet gebruikelijk in de stadsarchitectuur uit die tijd.
In 1902, toen er nog geen nieuwe woonwijken werden gebouwd speciaal voor de bourgeoisie, is casa Ferrario gebouwd aan de via Spadari, een van de oudste en meest centraal gelegen wegen in Milaan. Dit palazzo, dat in wezen nog steeds traditioneel is met overwegend sobere decoraties, is ontworpen door Ernesto Pirovano en is bekend vanwege de overhangende smeedijzeren balkons die zijn gedecoreerd met spiraal- en bloemmotieven en de consoles die griffioenen voorstellen. Ook deze balkons zijn gemaakt door Mazzucotelli, die als een van de grootste kunstenaars op het gebied van smeedijzer in Italië wordt beschouwd.
Als tegenhanger van de florale stroming van de Libertystijl in Milaan, aangevoerd door Sommaruga, kan casa Donzelli van architect Ulisse Stacchini genoemd worden. Hoewel ook hij duidelijk beïnvloed is door de meester Sommaruga, zijn in het ontwerp ook de strakke lijnen die zo kenmerkend zijn voor de Duitse Libertystijl te vinden. Een ander voorbeeld is casa Agostini. Hier zijn elementen terug te vinden die kenmerkend zijn voor de Libertystijl, zoals thema's ontleend aan de natuur en beelden in cement, maar dan in combinatie met een voorgevel die typisch is voor gebouwen uit de negentiende eeuw met classicistische elementen zoals bas-reliëfs.
Naast woningen voor de hogere klassen zijn er in Milaan ook veel woningen in Libertystijl gebouwd voor de lagere en middenklassen. Omdat er voor de bouw van deze woningen veel minder geld beschikbaar was, werd er gebruik gemaakt van keramische decoraties en betonnen beelden die in fabrieken in massaproductie waren gemaakt en van eenvoudigere smeedijzeren decoraties. Ook werden de gemeenschappelijke ruimtes beperkt tot wat strikt noodzakelijk was. Voorbeelden van dit type opdrachten zijn casa Dugnani en casa Biraghi, waarvan de majolicategels met bloemenmotief in massa geproduceerd zijn door het bedrijf Richard-Ginori.
Een aparte stroming in de woningbouw voor de bourgeoisie zijn de gebouwen met een gemengde bestemming, zowel voor bewoning als voor industriële of commerciële activiteiten. Een voorbeeld hiervan is casa Laugier, een gebouw dat ontworpen is voor de familie Laugier uit Val d'Aosta om te dienen als woning voor het gezin en als apotheek. Het palazzo is ontworpen door architect Antonio Tagliaferri en is geïnspireerd door de Weense art nouveau. Voor de decoratie is gebruik gemaakt van elementen die zo kenmerkend zijn voor de Italiaanse Libertystijl zoals tegels, cement en smeedijzer met afbeeldingen uit de dieren-of plantenwereld. Wel zijn de decoraties eenvoudiger van aard en is er gebruik gemaakt van terracotta bakstenen die ook gebruikt werden voor de aanleg van wegen in Lombardije gedurende de renaissance.
Uitsluitend voor zakelijk gebruik waren de Magazzini Contratti die in 1903 zijn gebouwd naar ontwerp van Luigi Broggi. Gebruik van gewapend beton (toen nog heel vernieuwend) maakte de dragende structuur van eenvoudige kolommen en het gebruik van grote ramen met smeedijzeren balustrades mogelijk die dit gebouw het kenmerkende uiterlijk geven. Hetzelfde geldt voor de Magazzini Bonomi, dat ontworpen is met grote raampartijen, smeedijzeren balkons en kolommen van gietijzer. Naast gebouwen met een commerciële bestemming zijn er ook fabrieken gebouwd, maar deze kwamen vaker voor in de omgeving van Milaan en de meeste zijn afgebroken om plaats te maken voor woningen. Voorbeelden hiervan zijn de voormalige ondernemingen ditta Gondrand en ditta Cusini van architect Cesare Mazzocchi. Op deze gebouwen vind je ook de elementen van de Libertystijl en de grote ramen van de Magazzini Contratti, maar op een meer sobere manier. Zo konden de eisen die aan het verfraaien van het uiterlijk van het gebouw werden gesteld, verenigd worden met het beperken van de kosten voor het bouwen van een industrieel gebouw.
Ten slotte kunnen nog wat werken genoemd worden die gebouwd zijn voor andere activiteiten in de dienstensector. Een beroemd voorbeeld hiervan is de voorgevel van het voormalige hotel Trianon, een rijk gedecoreerd gebouw met grote raampartijen. Het gebruik van putti laat duidelijk de invloed van de oudere neobarok zien. De neobarok is later ook weer opgepakt door Alfredo Campanini bij de bouw van casa Tosi. Vermeldenswaardig is ook de vroegere bioscoop Dumont, gedecoreerd met florale motieven en gebouwd om filmvoorstellingen in te geven. Dit gebouw is een van de eerste in Italië dat voor dit specifieke doel werd gebouwd.

## Volkshuisvesting, openbare gebouwen en Liberty minore
De enorme groei van de industrie in de stad Milaan had niet alleen tot gevolg dat er rijkelijk versierde en verfijnde residenties voor de bourgeoisie werden gebouwd, het zorgde ook voor een toevoer van grote aantallen arbeiders uit de lagere klassen naar de stad. In 1901 behoorde bijna zestig procent van de bevolking in Milaan, zo'n tweehonderdtachtigduizend personen, tot de arbeidersklasse. De groeiende vraag naar betaalbare woningen voor de minder rijke klassen van de bevolking en de Wereldexpositie die in 1906 in de stad zou worden gehouden, waren voor het stadsbestuur aanleiding om een van de eerste plannen voor volkshuisvesting op te stellen.
Dit leidde tot het eerste gebouwencomplex van de Società Umanitaria in via Solari, ontworpen door de architect Giovanni Broglio, bestaande uit elf gebouwen van elk vier verdiepingen die samen tweehonderdveertig woningeenheden met eigen badkamer en drinkbaar water opleverden en waar zo'n duizend mensen in konden wonen. Dit was niet alleen een van de eerste volkshuisvestingsprojecten in de stad, maar ook een van de eerste keren dat het modernisme werd toegepast in volkshuisvesting. Voor de grootste appartementen was de maximale huurprijs honderd lires per maand, wat omgerekend naar 2006 iets minder dan 350 euro is. Het project kon vanzelfsprekend niet gedecoreerd worden met de ingewikkelde en kostbare versieringen van de woningen in Libertystijl van de bourgeoisie. Daarom nam Broglio decoratieve elementen van deze woningen over en liet hij deze in massaproductie maken. Deze door hem ontworpen stijl wordt Liberty minore genoemd. Hoewel de mogelijkheden beperkter waren dan bij de dure woningen konden er op deze manier toch nog, hoewel minder uitgewerkt, eenvormige en grote aantallen decoraties op de gebouwen worden aangebracht. In 1909 realiseerde de Società Umanitaria een tweede project met tweehonderdveertien appartementen dat erg lijkt op het eerste complex en dat eveneens is ontworpen door Broglio. De in massa geproduceerde decoraties van deze gebouwen gaan echter meer richting de art deco.
Een ander voorbeeld van volkshuisvesting is het Ripamonti-complex, hoewel er hier behalve wat smeedijzeren elementen nauwelijks decoraties zijn aangebracht. Tussen 1905 en 1912 bestreek de oppervlakte die bestemd was voor volkshuisvesting in de stad iets meer dan zes procent van het totaal. Hoewel er veel over werd gesproken, loste dit niet wezenlijk het huisvestingsprobleem op van de minder rijke inwoners van de stad. Een weer heel ander project uit die tijd was het villaggio dei Giornalisti (‘het journalistendorp’) dat begin 1900 tot stand kwam op initiatief van een coöperatie die deel uitmaakte van de wereld van de uitgeverijen. Deze coöperatie had als doel om woningen te bouwen voor de middenklasse die geen gebruik kon maken van de volkshuisvesting, maar ook niet welvarend genoeg was om de luxe paleizen in Libertystijl in het centrum van de stad te kunnen betalen. Het resultaat was de bouw van kleine villa's in een Libertystijl die ergens tussen de uitbundige stijl van de rijken en de eenvoud van de volkswoningen lag.
Een project dat niet was bedoeld voor huisvesting maar voor openbaar gebruik was de nieuwe groente- en fruitmarkt in Milaan. De bouw hiervan begon in 1908, maar van het oorspronkelijke complex, dat tegenwoordig grotendeels een park is, is alleen het palazzina Liberty overgebleven, dat grote ramen van smeedijzer heeft en is gedecoreerd met keramische tegels van de onderneming Gregori.

## De Wereldtentoonstelling van 1906

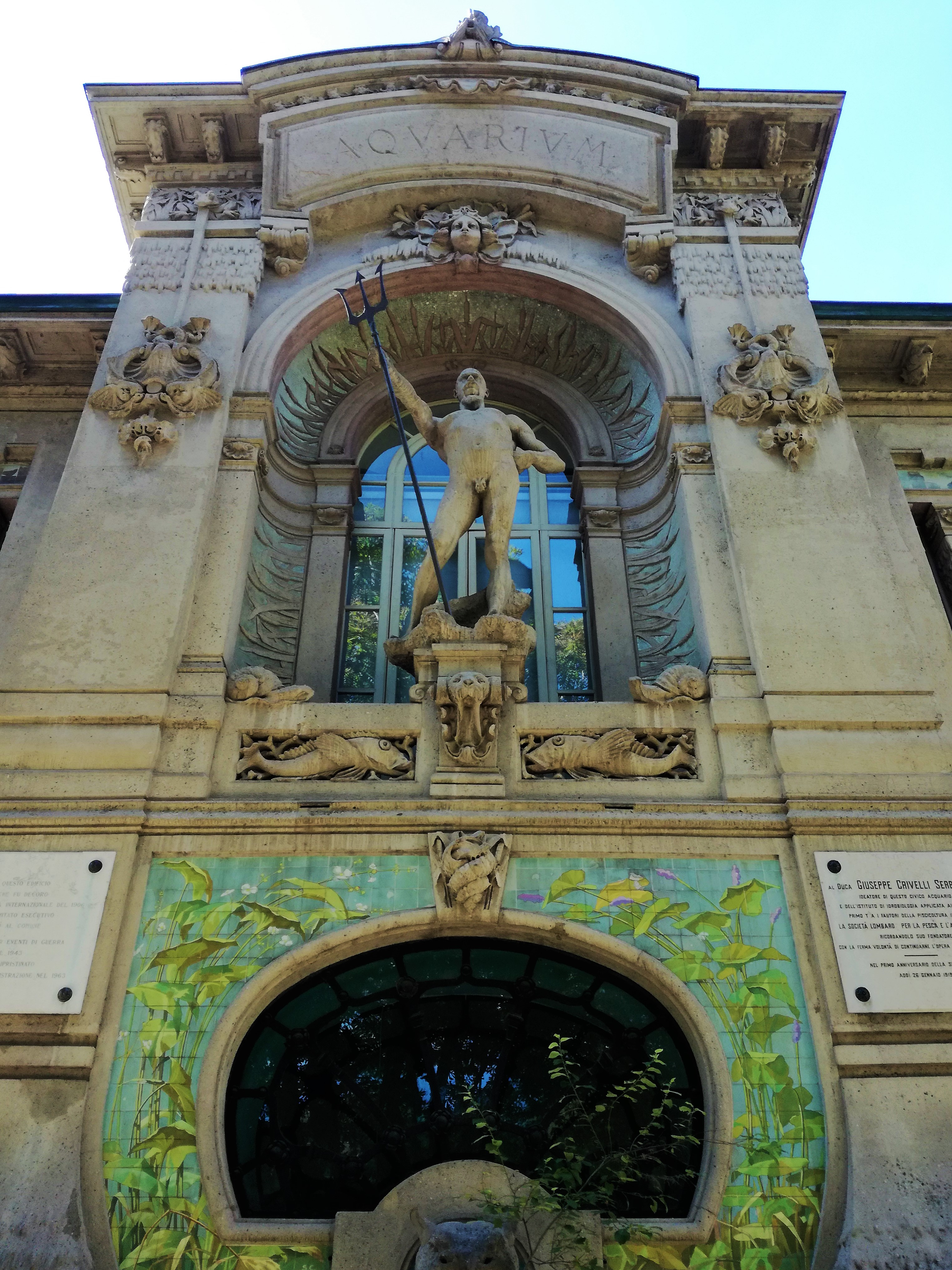
Hoofdingang van het Acquario Civico

In 1906 was Milaan gaststad voor de Wereldtentoonstelling. Vanwege de opening van de Simplontunnel stond deze in het teken van transport. Naast de technologische vernieuwingen die er te zien waren, was de Wereldtentoonstelling de ultieme test en een uitstekende gelegenheid om de nieuwe modernistische stijl aan het grote publiek te tonen. Tussen de verschillende technische paviljoenen door waren er, om meer publiek te trekken, ook paviljoenen ingericht die gewijd waren aan de schone kunsten en die als uithangbord moesten dienen voor de vorderingen die in Italië op artistiek gebied werden gemaakt. Van de werken die nu niet meer bestaan kan de ingang van de Simplontunnel in Libertystijl worden genoemd en het spoorstation in gietijzer, smeedijzer en met grote raampartijen dat voor de gelegenheid was gebouwd op het terrein van de Wereldtentoonstelling.
Van de 225 projecten die voor de gelegenheid waren ontworpen, was het merendeel opgetrokken in Libertystijl. Dit gold met name voor de paviljoens die waren ontworpen door de jonge Toscaanse architect Orsino Bongi. Aan het einde van de tentoonstelling werden bijna alle paviljoens afgebroken, behalve het paviljoen dat gewijd was aan de visteelt en dat later in gebruik is genomen als stadsaquarium. Dit gebouw is ontworpen door architect Sebastiano Locati en had als doel om een nieuwe bezienswaardigheid op wetenschapsgebied te huisvesten. Het was daarom van een heel andere aard dan de gebouwen die bedoeld waren voor commerciële doeleinden, om in te wonen, of die een religieuze bestemming hadden. De onderwaterwereld vormde de perfecte inspiratiebron voor het gebouw in Libertystijl. Aan de buitenzijde van het cirkelvormige complex worden op friezen en keramieken de bewoners van de onderwaterwereld uitgebeeld en er staan beelden van zeewezens. Bij de ingang ten slotte staat een fontein met Neptunus en een nijlpaard.

## Beeldhouwkunst
Naast de traditionele beeldhouwkunst waarin gebruik wordt gemaakt van marmer en steen, zorgde de Libertystijl voor een grote ontwikkeling van de beeldhouwkunst in smeedijzer en cement. Een van de belangrijkste bewerkers van smeedijzer was Alessandro Mazzucotelli. Hij verhief de bewerking van dit materiaal tot echte kunst. Een van de meesterwerken van Mazzucotelli in Milaan is zonder twijfel il cancello delle farfalle (het hek met de vlinders) van casa Moneta. Dit werk bevat alle stijlkenmerken van de Milanese variant van de Libertystijl: de geometrische patronen aan de onderzijde van het hek veranderen snel in een ingewikkeld vlechtpatroon waaruit bladeren en twee vlinders uit tevoorschijn komen. Dankzij de dynamiek in de compositie lijken deze vlinders te zweven door de lucht, waardoor het zware ijzer iets luchtigs krijgt.
Meester-ijzersmid Mazzucotelli maakte een groot aantal werken die verspreid over de stad te vinden zijn en die geïntegreerd zijn in de architectuur, zoals in het geval van de balkons van casa Ferraio, of die simpelweg decoratief zijn zoals het hekwerk van casa Campanini, het hekwerk van de kleine villa Maria Luisa, of de rozentrap van casa Morganti. Ook de werken van Mazzucotelli op het gebied van de toegepaste kunst en de gedenktekens op de monumentale begraafplaats van Milaan mogen hier zeker niet onbenoemd blijven.
Met name deze begraafplaats werd een belangrijk experimenteerplek voor beeldhouwkunst in Libertystijl in de stad, in combinatie met architectuur, die vaak in mindere of meerdere mate weer gecombineerd werd met elementen uit het eclecticisme en de art deco. In de grafsculptuur zag de bourgeoisie van Milaan, net als bij de palazzi, een extra mogelijkheid om het eigen prestige te verhogen.
Een van de beroemdste grafkapellen van de begraafplaats is zeker de grafkapel Toscanini. Deze kapel gemaakt van marmer uit Carrara is van de hand van Leonardo Bistolfi. Het is een eenvoudig uitziend gedenkteken in de vorm van een parallellepipedum dat gedecoreerd is met allegorische figuren in bas-reliëf uit het leven van de overledene. De strakke en geometrische belijning die is geïnspireerd door de Duitse Libertystijl combineert goed met de kronkelige lijnen van de meer florale Libertystijl. Een voorbeeld van florale Libertystijl is te vinden bij de grafkapel Giudici die is ontworpen door Paolo Mezzanotte. De decoraties zijn gemaakt door de fratelli Rigola en zijn van brons dat is omgesmolten tot rozen en verwelkte takken. Het florale thema van de Libertystijl is hier aangepast aan het doel van het object. Het gedenkteken is afgemaakt met mozaïek dat eveneens de bloemenwereld als thema heeft.
Origineler en uitbundiger is de grafkapel Origgi; een voorbeeld van een beeldhouwwerk van cement dat is opgebouwd uit rechte en gebogen lijnen die eindigen in een koepel. Ook hier is de bloemenwereld het overheersende thema van de kapel en palmbladeren, zonnebloemen en papaverzaden voeren de boventoon. Andere noemenswaardige grafkapellen met bloementhema zijn de grafkapel Suffert ontworpen door Alfredo Sassi, met bas-reliëfs van bronzen engelen en irissen, en de grafkapel Croci die versierd is met een zeldzame bronzen sculptuur van Mazzucotelli, die meestal werk in smeedijzer maakte.

## Eclectische invloeden en het einde van Liberty
Nadat de Libertystijl in Milaan op de Wereldtentoonstelling van 1906 een hoogtepunt had bereikt, begon een periode waarin deze stijl zich vermengde met het eclecticisme; een stijl die nooit helemaal was verdwenen uit de bouwopdrachten die niet van de bourgeoisie afkomstig waren.
Naast het tot bloei komen in de architectuur van de neorenaissance en de neogotiek, zoals bij het castello Cova dat gebouwd is in 1910, waar de Libertystijl maar zeer beperkt in terug was te vinden, staat de architectuur van bijvoorbeeld villa Maria Luisa. Deze villa is gedecoreerd met mozaïek met thema's uit de neogotiek en de neorenaissance, maar ook met mozaïeken met bloementhema’s en met een hekwerk van de hand van Alessandro Mazzucotelli. Dit is tevens een van de beste voorbeelden van smeedijzeren beeldhouwkunst van de stad. Andere bekende voorbeelden van deze vermenging zijn de door Giulio Arata in 1911 ontworpen casa Berri Meregalli en palazzo Berri Meregalli. Hier is, naast thema's in Libertystijl, ook een veelheid aan klassieke stijlen te vinden. De ruwe steen en de verticale constructie zijn ontleend aan de neogotische architectuur en de binnenkant is gedecoreerd met mozaïeken die doen denken aan de Byzantijnse architectuur van Ravenna. De smeedijzeren werken van Mazzucotelli en de rijen standbeelden van dieren zijn terug te voeren zijn op de florale thema's van de art nouveau.
Aan het begin van de Eerste Wereldoorlog werd deze ‘gemengde’ Libertystijl niet meer gezien als een uitdrukking van het modernisme, maar kreeg hij zware kritiek te verduren omdat hij ouderwets en achterhaald zou zijn. Dit kwam ook door het veelvuldige gebruik van klassieke elementen waarvan men vond dat deze uit een andere tijd stamden. Het Station Milano Centrale, waar in 1924 aan gebouwd werd in een laat-eclectische stijl met decoraties uit de art deco en invloeden uit de Liberty, wordt gezien als de afsluiting van de Libertystijl in Milaan en als opening voor de art deco en de Novecentostijl.